# Liste der Monuments historiques in Réclonville
Die Liste der Monuments historiques in Réclonville führt die Monuments historiques in der französischen Gemeinde Réclonville auf.

## Liste der Objekte
| Bezeichnung       | Beschreibung                                                                                          | Standort                          | Kennzeichnung | Schutzstatus | Datum | Bild           |
| ----------------- | --- | --------------------------------- | ------------- | ------------ | ----- | -------------- |
| Zwei Seitenaltäre | jeweils Altartisch, Retabel und Skulptur; Holz, farbig gefasst und vergoldet, 18. und 19. Jahrhundert | in der Kirche St-Sylvestre (Lage) | PM54001832    | Inscrit      | 1983  | weitere Bilder |